# Me llamas
«Me llamas» es una canción grabada por la banda colombiana Piso 21, perteneciente a su segundo álbum de estudio, Ubuntu (2018). Fue presentado el 8 de julio de 2016, como el primer sencillo de dicho álbum.

## Antecedentes, composición y popularidad
La canción marca la evolución de la banda en cuanto a su popularidad, ya que dicha canción se convertiría en el primer hit de ellos.
«Me llamas» es una canción que destaca el estilo de Piso 21 en cuanto a las melodías suaves. Tiene una duración de tres minutos y 8 segundos en su versión original, mientras que el videoclip dura tres minutos y 53 segundos. Fue escrita por Pablo Mejía Bermúdez (Pablo), Juan David Huertas Clavijo (El Profe), David Escobar Gallego (Dim), Juan David Castaño Montoya (Llane), Gabriel Cruz, Yoel Damas, Nick Rivera Caminero, Juan Diego Medina y Cristhian Mena.
Asimismo, la canción alcanzó tal nivel de popularidad y aceptación, que fue la canción principal de la telenovela colombiana producida por  RCN Televisión: La ley del corazón. Gracias a esto, Piso 21 ganó el premio a Tema musical favorito de telenovela o serie en los premios Premios TVyNovelas.

## Video musical
El videoclip se grabó a finales de agosto en la ciudad de Miami bajo la dirección de David Bohorquez y producido por TIM TIM Studios, protagonizado por la modelo estadounidense Mercedes Gutiérrez.

### Sinopsis
En el video musical, aparecen Pablo, El Profe, Dim y Llane jugando baloncesto con otro equipo de muchachos. Durante el juego Dim observa a una chica que está preocupada, y a la vez, Llane tiene un conflicto con el novio de esta (quien estaba jugando en el mismo lugar). Dim está enamorado de ella aunque esta se siente distanciada de su novio por lo que anda triste. Tras esto, los cuatro amigos asisten a una fiesta donde coinciden con la pareja mencionada. En eso, Llane busca problemas con el mismo con quien había tenido ese altercado anterior, y en lo que Pablo y El Profe lo distraen, Llane le entrega una tarjeta escrita por Dim a la susodicha y ella mira con detalle el mensaje que decía: "Miss you Girl... Call me" (Te extraño... llámame). Al final, Dim recibe una llamada de ella mientras que, el novio de esta se quedó  en la casa donde se hizo la fiesta pero al ver cómo terminó, decide llamarle a su novia pero ya no le respondía.

## Colaboración de Maluma
Una segunda versión de «Me llamas» en compañía del cantante colombiano Maluma fue presentada el 2 de diciembre de 2016. El videoclip fue grabado en un concierto donde se dio el estreno oficial en vivo, donde Maluma también participó. También se refleja escenas tras bastidores entre los artistas. Tiene una duración de tres minutos y 30 segundos en su versión original y videoclip.

## Posiciones
| Listas (2016–2017)         | Mejor posición |
| -------------------------- | -------------- |
| Argentina (Monitor Latino) | 12             |
| Chile (Monitor Latino)     | 15             |
| Colombia (National-Report) | 15             |
| Ecuador (National-Report)  | 30             |
| México Airplay (Billboard) | 37             |
| Paraguay (Monitor Latino)  | 12             |

## Certificaciones
| País   | Organismo certificador | Certificación         | Ventas certificadas | Ref.   |
| ------ | ---------------------- | --------------------- | ------------------- | ------ |
| México | AMPROFON               | Diamante + 4× Platino | 540,000             | [ 10 ] |